# Zine

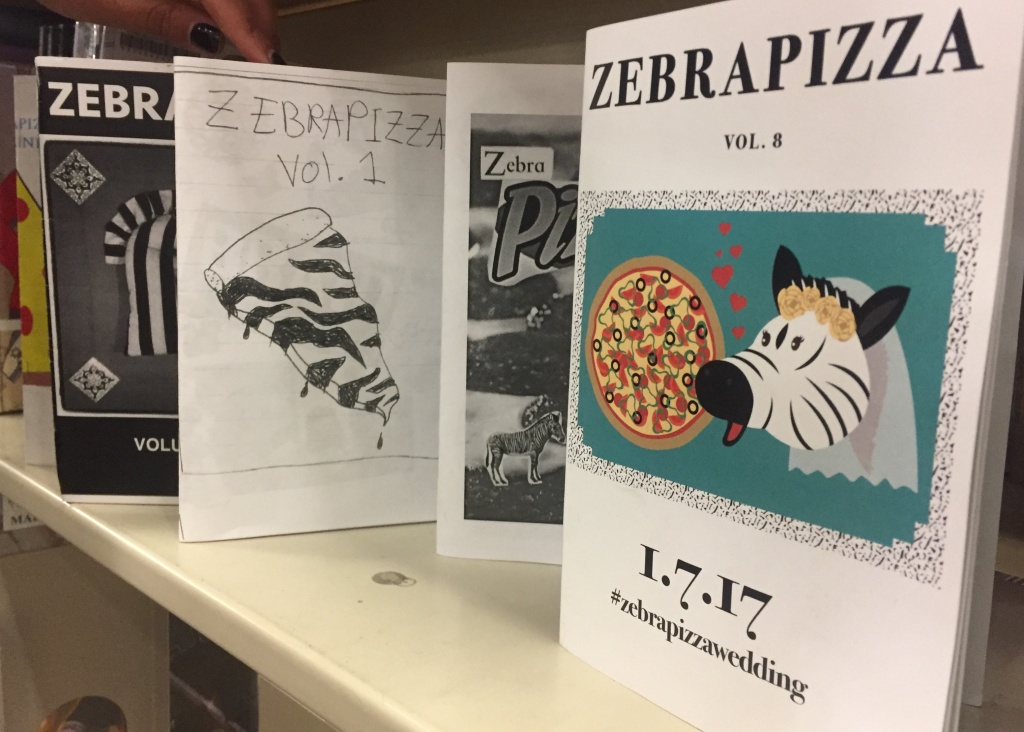
Zebrapizza Zines en la biblioteca pública de Long Beach, California

Un zine o -zine (abreviatura de magazine o fanzine) es una obra de pequeña tirada autopublicada de textos e imágenes originales o apropiados, habitualmente reproducidos mediante fotocopiadora. Los zines son el producto de una sola persona o de un grupo muy pequeño y se fotocopian popularmente en impresiones físicas para su circulación. Un fanzine (mezcla de fan y revista) es una publicación no profesional y no oficial producida por entusiastas de un fenómeno cultural en particular (como un género literario o musical) para el placer de otros que comparten su interés. El término fue acuñado en un fanzine de ciencia ficción por Russ Chauvenet en octubre de 1940 y popularizado dentro de la ciencia ficción fandom. Fue incluido en el Oxford English Dictionary en 1949.[cita requerida]
Popularmente definidos dentro de una circulación de 1000 copias o menos, en la práctica muchos zines se producen en ediciones de menos de 100 ejemplares. Entre las diversas intenciones de creación y publicación se encuentran el desarrollo de la propia identidad, el compartir una habilidad o arte minoritario, o el desarrollo de una historia, en lugar de buscar rédito económico. Los zines han servido como un medio de comunicación significativo para varias subculturas y, a menudo, se inspiran en una filosofía del "hágalo usted mismo" que hace caso omiso de las convenciones tradicionales del diseño profesional y de las editoriales que proponen una contribución alternativa, segura y consciente de sí misma. Las revistas manuscritas o zines de carbono, se hacen individualmente, enfatizando la conexión personal entre el creador y el lector, convirtiendo comunidades imaginadas en comunidades encarnadas.
Escrito en una variedad de formatos, desde texto publicado en ordenador hasta cómics, collages e historias, los zines cubren temas amplios que incluyen ficción, política, poesía, arte y diseño, efímeros, diarios personales, teoría social, feminismo interseccional, obsesión por un solo tema o contenido sexual lo suficientemente fuera de la corriente principal como para prohibir su inclusión en los medios de comunicación más tradicionales. (Un ejemplo de esto último es Boyd McDonald's Straight to Hell, que alcanzó una circulación de 20.000 ejemplares). Aunque hay algunas épocas asociadas a la creación de zines, esta narrativa de "olas" propone una visión limitada de la amplia gama de temas, estilos y entornos que ocupan los zines.

## Tipos dezines
- Fanzine, publicación temática amateur realizada por y para aficionados.
- Fanzine de ciencia ficción, revista aficionada que se publica por los miembros del fandom de ciencia ficción.
- Ezine, zine de distribución electrónica.
- Fagzine, publicación contracultural dirigida al público gay.
- Webzine,
- Cómic